# هنر آشوری
هنر آشوری دوره‌ای در تاریخ هنر است که در آن اهمیت نقش برجسته‌ها بیشتر شد، یکی از دلایل این امر آن بود که آشوریان قومی شمالی بودند و سنگ آنجا بیشتر یافت می‌شد. با این حال از آشور اغلب نقش برجسته باقی مانده‌است و تنها یک مجسمه. آثار دورهٔ آشور هم حالتی اسطوره‌ای دارند و هم حالتی زمینی و به قدرت پادشاهان می‌پردازند. صحنه‌های نبرد و جنگ در این دوره مشاهده می‌شود و نقش برجسته‌ها بسیار شلوغ هستند.

## تاریخچه
آشوریان در نزدیکی شهر موصل امروزی، در کنار رود دجله، ساکن بودند و پیش از این که به قدرتی مستقل برسند، تابع دولت میتانی بودند. هنر آشوریان را از جنبه‌های مختلف می‌توان متاثر از هنر بابلی دانست اما آشوریان که از جایی دیگر آمده و در شمال بین‌النهرین مستقر شده بودند، عناصری از فرهنگ پیشین خود را با فرهنگ و هنر بابلی در آمیختند. از حدود ۱۵۰۰ ق. م. تولید آثار هنر مستقل آشوری آغاز و تا ۶۱۲ ق. م. ادامه داشت؛ اتمام این تولیدات به دلیل نابودی این حکومت و فرو ریختن دژهای شهر نینوا -پایتخت پادشاهی آشور- بود. آشوریان با ساکنان سوریه باستان و کوه‌نشینان نواحی شرقی‌تر خویشاوندی داشتند، و علاوه بر این مواد و مصالحی چون سنگ و عاج فیل در اختیارشان بود که بابلی‌ها از آن بی‌بهره بودند.

## آثار هنری برجسته آشوری
- نقش برجستهٔ موجودی اساطیری بالدار با سر عقاب در مقابل درخت مقدس (قرن ۹ ق. م)
- مجسمهٔ آشور-ناصیر-پال دوم (قرن ۹ ق. م)
- نقش برجستهٔ سارگون دوم آشوری (قرن ۸ ق. م)
- زیگورات خرساباد در دوران سارگون (۷۰۶ ق. م)
- نقش برجسته گاو بالدار با سر انسان (۷۲۰ ق. م)
- نقش برجستهٔ ماده شیر محتضر در نینوا (۶۵۰ ق. م)
- نقش برجستهٔ آشوربانی‌پال در حال شکار شیر (۶۵۰ ق. م).

## نقش برجسته‌های آشوری
از شاخص‌ترین آثار آشوری می‌توان به نقش برجسته‌ها اشاره کرد که روایتگری ویژگی بارز این آثار است. هنرمندان آشوری نقوش حجاری را چون دیوارنگاره رنگ می‌کردند و صحنه‌های جنگ، شکار و مراسم مذهبی را با تأکید بر حضور مقتدرانه شاه نشان می‌دادند. محاصرهٔ شهر و قلعه دشمنان نیز از جمله موضوع‌های متداول در این گونه هنر آشوری است. در این صحنه‌ها تجهیزات و تدابیر جنگی و شجاعت سپاهیان آشوری با دقت بسیار تجسم یافته‌اند. از جمله این نقش برجسته‌ها می‌توان به نقش برجستهٔ "آشور-ناصیر-پال دوم در حال جنگ" که مربوط به حدود سال ۸۷۵ ق. م. است و از نیمرود به دست آماده اشاره کنیم.هنرمندان آشوری در بازنمایی حیوانات -به خصوص صحنه‌های شکار شیر- توانایی بسیاری داشتند و حالت‌های گریز و ستیز و مرگ حیوانات را بادقت و واقعگرایانه به تصویر می‌کشیدند؛ مثل نقش برجستهٔ "شیر محتضر"، حدود۶۵۰ ق. م، مکشوف در نینوا.
در نقش برجسته‌های آشوری انسان بر خلاف حیوانات بسیار خشک و رسمی دیده می‌شود و عموماً سر و پاها از دید جانبی و بدن از دید روبرو ترسیم می‌گردد.

## مجسمه‌های آشوری
پیکر شاه همواره در مرکز ترکیب بندی قرار دارد تا توجه بیننده را بیش از هر چیز دیگر به او جلب کند. رویدادهای اصلی در پیش زمینه وسیع و رویدادهای فرعی در پس زمینه، کوچکتر و درون نواره‌های بالای صحنه اصلی قرار می‌گیرند. گاهی نیز برای نمایش عمق صحنه، زمین به‌طور قائم و پیکره‌ها و اشیا در وضع طبیعی نشان داده شده‌اند.
در میان مجسمه‌های مذهبی آشوری، شیرها و گاوهای بالدار با اندازهٔ بزرگ و سر انسان از همه جالب ترند. این مجسمه‌ها چون پیکره‌های محافظ در جلوی دروازه‌های اصلی کاخ شاهی قرار می‌گرفتند. کارکرد این مجسمه‌ها گرامی داشتن مقدم شاه و راندن نیروهای شر بود؛ مثل "گاو بالدار با سر انسان" مربوط به حدود ۷۲۰ ق. م. ، مکشوف در ناحیهٔ خرساباد. این پیکره‌ها صورت آمیخته‌ای در نقش برجسته و مجسمهٔ همه جانبی دارند؛ در واقع جانوران دارای ۵ پا هستند. به همین دلیل از روبرو ایستا به نظر می‌آیند و از دید جانبی در حال حرکت. آشوریان سنت مجسمه‌های نگهبان را احتمالا از آثار حتیان -که دروازهٔ بغازکوی در ترکیه نمونه بارز آن است- اقتباس کرده بودند.

## اشیا به دست آمده از نیمرود
اشیایی تجملی و زینتی شامل مفرغ‌ها و عاج‌های منقوش در ناحیهٔ نیمرود پیدا شده‌اند که شاید نتوان آن‌ها را در زمرهٔ آثار هنری آشوری به‌شمار آورد. آن‌ها را معمولاً صنعتگران آرامی و فنیقی به تقلید از شیوه‌های رایج، خصوصاً سبک مصری، می‌ساختند. آشور، هم از راه کشور گشایی و هم از راه خرید، به این اشیای گرانبها دست می‌یافت. کیفیت ساخت این اشیا یکسان نیست و نقشمایه‌های بیگانه‌ای در آن‌ها به کار رفته که باعث شده گاهی معنای اصلیشان را از دست بدهند و فقط کارکرد تزیینی داشته باشند.

## نگارخانه

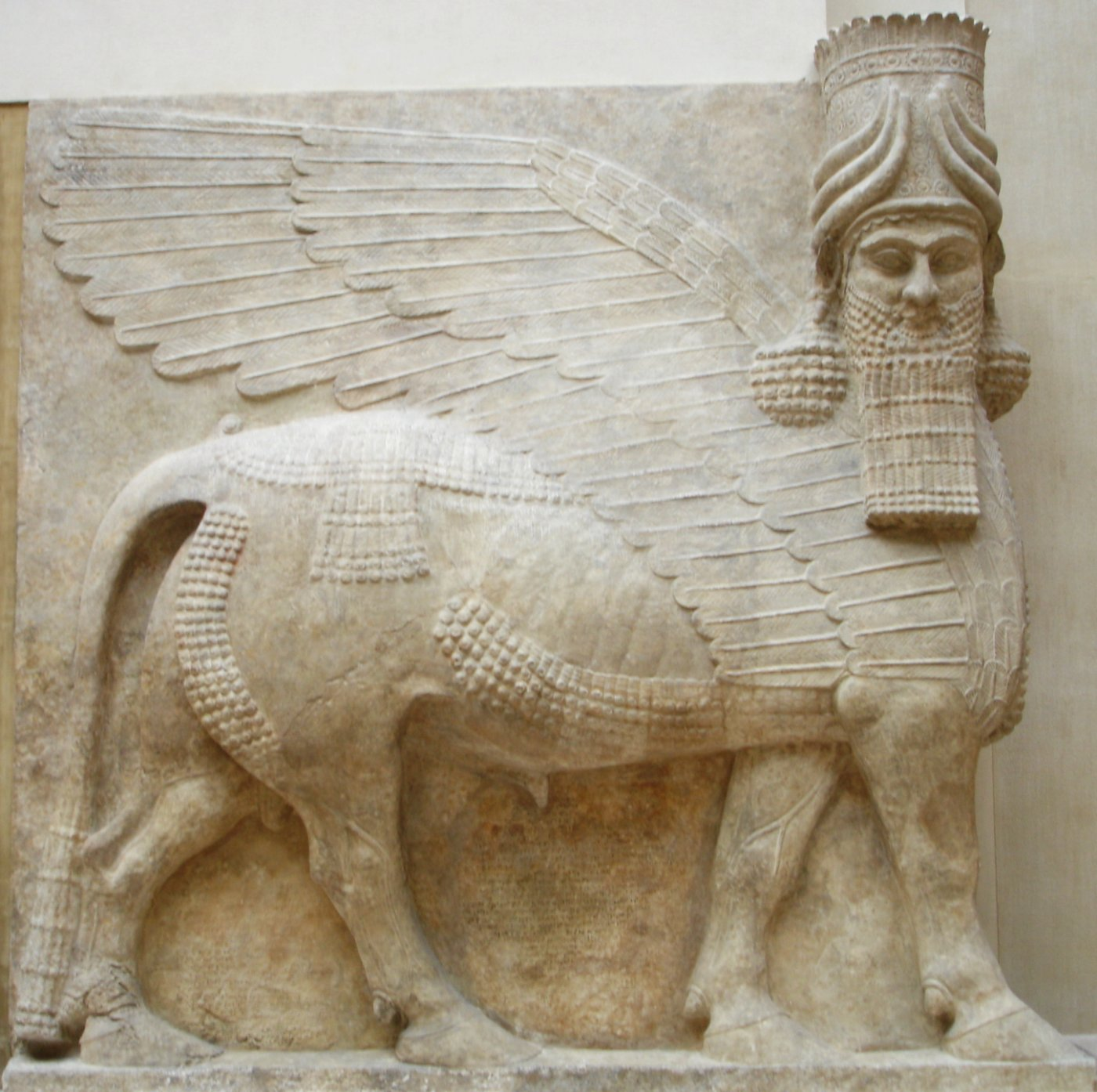
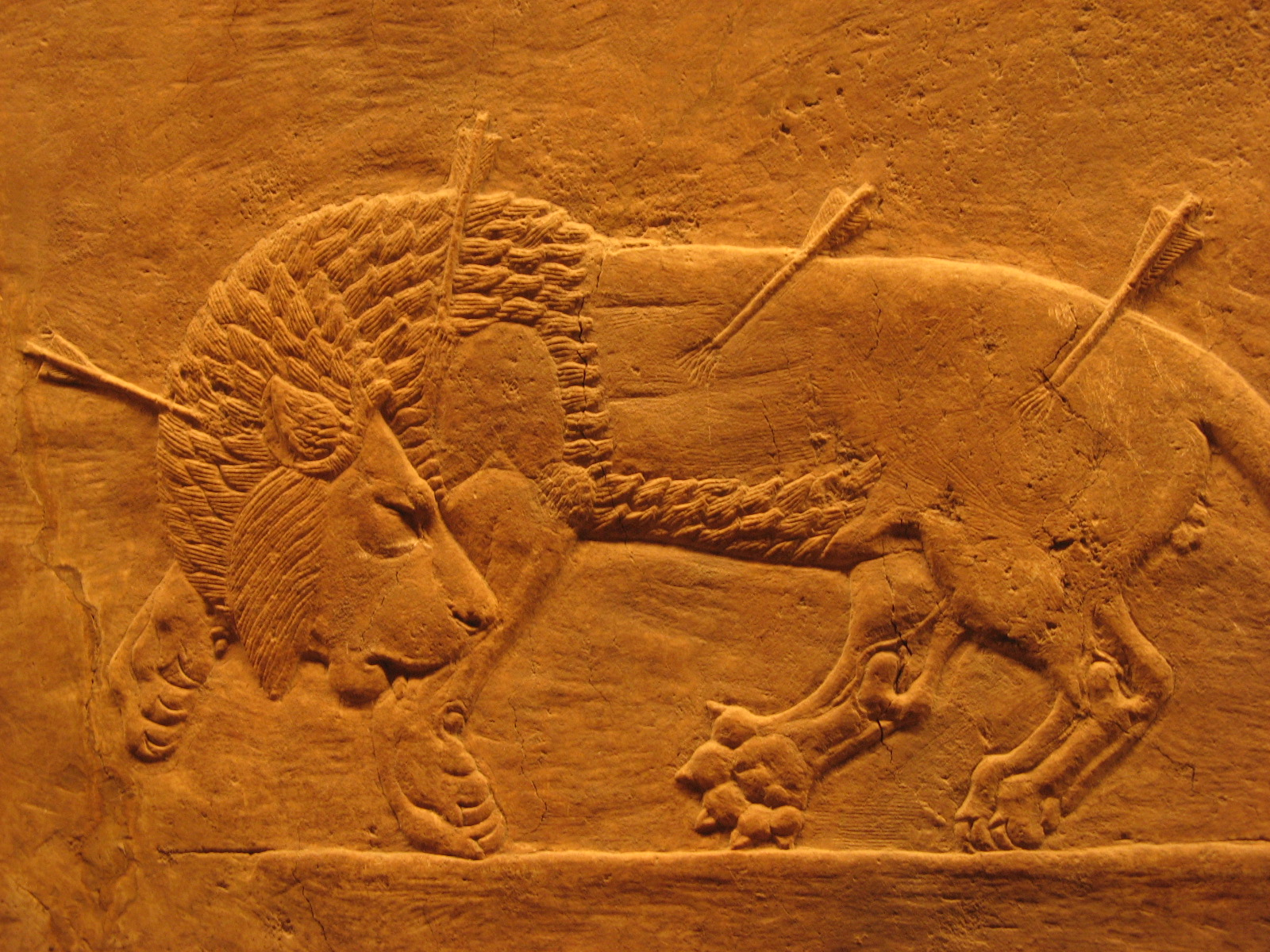
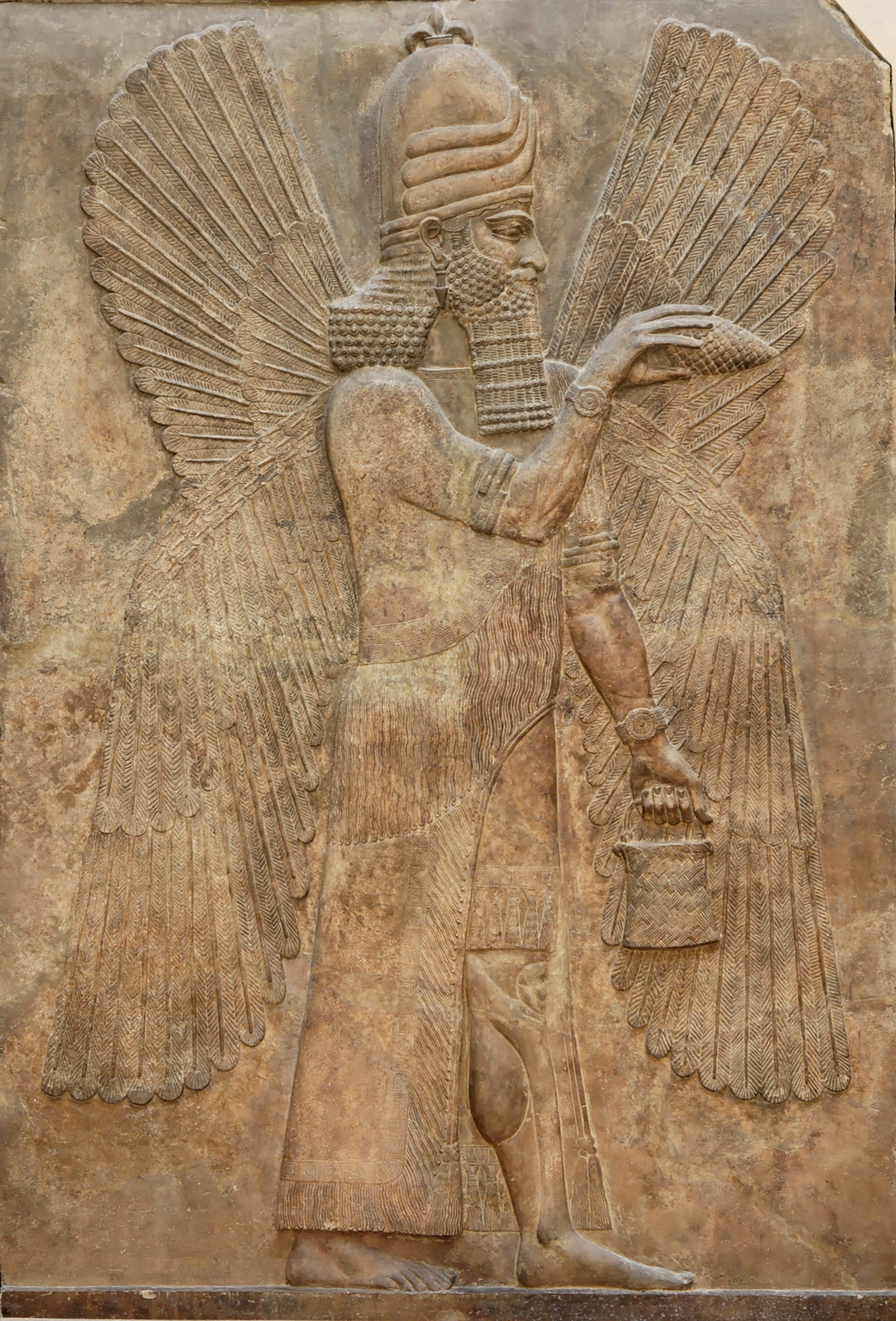